# Hochwechsel
Hochwechsel este o arie protejată (sit de importanță comunitară — SCI) din Austria întinsă pe o suprafață de 493,93 ha, integral pe uscat.

## Localizare
Centrul sitului Hochwechsel este situat la coordonatele 47°31′22″N 15°54′49″E / 47.5228°N 15.9137°E.

## Înființare
Situl Hochwechsel a fost declarat sit de importanță comunitară în decembrie 2018 pentru a proteja un număr necunoscut de specii din flora spontană și fauna sălbatică aflate în arealul zonei.

## Biodiversitate
Situată în ecoregiunea alpină, aria protejată conține 1 habitat natural: Formațiuni ierboase bogate în specii de Nardus, dezvoltate pe substraturi silicioase în zone montane (și în zone submontane, în Europa continentală).
La baza desemnării sitului se află un număr nedeclarat de specii protejate.